# The Smiths
The Smiths war eine britische Rockband, die 1982 von dem Gitarristen Johnny Marr und dem Sänger Morrissey in Manchester gegründet wurde. Nach dem Weggang von Marr löste sich die Gruppe im September 1987 auf. The Smiths wurden 2004 vom britischen Musikmagazin NME noch vor den Beatles zum „Most Influential Artist Ever“ gekürt.
Die Smiths werden oft als Vorläufer des Indie-Rock angesehen. Die Band hatte vor allem auf den Britpop der 1990er Jahre großen Einfluss. In der Musik der Smiths finden sich Elemente von traditionellem Rock, eingängige Refrains mit markanten Hooklines sowie Versatzstücke aus Punk und Rockabilly. Charakteristisch ist zum einen das Gitarrenspiel Johnny Marrs, insbesondere aufgrund der harmonisch komplexen Pickings und der für Popsongs teilweise ungewöhnlichen Akkordprogressionen. Zum anderen ist Morrisseys Gesangsstil markant, in dem er Belcanto-Elemente, vor allem Koloraturen, und Traditionen des Croonings verbindet. Auf der Textebene finden sich häufig Variationen von Topoi der Melancholie, die mit ironisierendem Sarkasmus konterkariert werden. Morrissey avancierte durch seine assoziationsreiche Lyrik, die teils extravagante Performance und provokante Statements gegenüber der Musikpresse in den 1980er Jahren zu einer Popikone.
Obwohl die Smiths außerhalb Großbritanniens kommerziell kaum erfolgreich waren, stehen sie heute im Rang einer sogenannten Kultband. Viele Rockbands und Musiker (darunter etwa Radiohead, Oasis, Deftones, Placebo, The Libertines, Belle and Sebastian, Muse, Suede, Blur, Paul van Dyk) haben den Smiths Einfluss auf ihre Musik bescheinigt.

## Geschichte

### 1982–1983: Die Gründung vonThe Smiths
Anfang 1982 beschloss der damals 18-jährige Gitarrist John Martin Maher (später: Johnny Marr), der als Verkäufer in einem Bekleidungsgeschäft in Manchester arbeitete, eine Band zu gründen. Als Bandmitglied wünschte er sich den in der Musikszene Manchesters als exzentrische Außenseiterfigur bekannten Steven Patrick Morrissey, dem Maher 1979 bei einem Konzert der amerikanischen Rocksängerin Patti Smith begegnet war. Mit Hilfe eines Freundes soll er den damals 23-jährigen Morrissey ausfindig gemacht und ihm einen Besuch abgestattet haben. Bald darauf begannen Marr und Morrissey gemeinsam Songs für ihre Band zu schreiben, wobei Marr für die Musik und Morrissey für Texte und Gesang zuständig war. Kurze Zeit darauf wurde Mike Joyce als Schlagzeuger und Dale Hibbert als Bassist engagiert, der aber bald durch Andy Rourke, einen Klassenkameraden von Marr, ersetzt wurde. Im Zuge der Bandgründung beschloss Morrissey als Künstlernamen nur seinen Familiennamen zu verwenden. Maher änderte hingegen seinen Namen zu Johnny Marr, angeblich wegen Verwechslungen mit John Maher, dem Schlagzeuger der Band Buzzcocks.
Als Bandnamen habe er The Smiths gewählt, so Morrissey in einem Interview, weil es ein ganz gewöhnlicher Familienname sei und es an der Zeit sei, dass gewöhnliche Leute der Welt ihre Gesichter zeigten. Fans deuteten die Wahl des Bandnamens dennoch auch anders. Verbreitete Vermutungen besagen, Morrissey und Marr huldigten mit der Namensgebung etwa Patti Smith, dem Sänger der Band The Fall Mark E. Smith oder auch David Smith, der der Polizei den entscheidenden Hinweis zur Überführung der Moormörder gab.
Den ersten Live-Auftritt hatten The Smiths im Lokal Ritz in Manchester; wobei bei den ersten Auftritten noch der Sänger James Maker, ein Bekannter von Morrissey, als Gogotänzer auf der Bühne agierte, jedoch später nicht mehr auftrat. Bald folgten erste Demoaufnahmen. Einen Vertrag mit der stilprägenden Plattenfirma Factory Records aus Manchester, bei der unter anderem New Order und Joy Division veröffentlichten, lehnten The Smiths angeblich ab. Anfang 1983 erhielten sie dann von Rough Trade Records das Angebot für die Produktion einer ersten Single: Hand in Glove wurde am 13. Mai 1983 veröffentlicht und gelangte, obwohl das Lied, wie auch viele spätere, von dem englischen Radio-DJ John Peel empfohlen wurde, in der britischen Hitparade nur auf Platz 124.

### 1984–1985:„The Smiths“,„Hatful of Hollow“und„Meat Is Murder“
Bald bildete sich um die Gruppe eine kleine Anhängerschaft und im Februar 1984 veröffentlichten The Smiths ihre erste Langspielplatte. Das bloß mit dem Bandnamen betitelte Debütalbum erreichte den zweiten Platz der britischen Hitparade. Die Rezeption war zwiespältig. Einige Fans behaupteten damals, den Liedern fehle aufgrund der Produktions- und Aufnahmetechnik die künstlerische Aura, die The Smiths als Liveband besäßen.
Nach der Veröffentlichung des Albums fokussierte sich die englische Musikpresse auf Morrissey, der seine depressive Jugend, eine nicht eindeutige sexuelle Orientierung sowie seinen angeblich zölibatären Lebensstil öffentlich machte. Zudem entwickelte sich eine Diskussion um die Texte der Lieder (Reel Around the Fountain, The Hand That Rocks the Cradle, Handsome Devil), die angeblich pädophile Andeutungen enthielten. Das umstrittene Lied „Suffer Little Children“, dessen Text die von Myra Hindley und Ian Brady in den 1960er Jahren in Manchester begangenen Moormorde thematisierte, stieß bei den Angehörigen der Opfer auf Empörung.
Im selben Jahr wurde außerdem das Album Hatful of Hollow veröffentlicht. Darauf sind B-Seiten der ersten Singles, BBC-Radio-Session-Mitschnitte sowie bis dahin unveröffentlichte Songs versammelt, darunter die UK-Top-10-Single William, It Was Really Nothing und das erst später als Single veröffentlichte Stück How Soon Is Now?.
Das Anfang des Jahres 1985 erschienene Album Meat Is Murder enthielt dezidierte gesellschaftspolitische Aussagen. Das Titelstück Meat Is Murder ist beispielsweise als musikalisches Bekenntnis in der Vegetarierbewegung populär. Seine Bekanntheit steigerte Morrissey zudem durch verbale Angriffe auf die damalige Premierministerin Margaret Thatcher und gegen das Hilfsprojekt Band Aid, das von zahlreichen populären Musikern unterstützt wurde.

### 1986–1987:„The Queen Is Dead“,„The World Won't Listen“,„Louder Than Bombs“und„Strangeways, Here We Come“
1986 war vor allem von extensiven Tourneen durch Großbritannien, die USA und Europa wie auch von der Arbeit an dem von der Kritik hochgelobten Album The Queen Is Dead geprägt. Ein großes Problem, das die Smiths in dieser aufregenden Zeit beinahe ins Wanken gebracht hätte, war die Heroinabhängigkeit des Bassisten Andy Rourke. Rourkes Sucht wurde jetzt so umfassend, dass er teilweise nicht mehr in der Lage war, auf der Bühne zu stehen. Nach langen Diskussionen entschied man, dass es das Beste sei, Rourke zeitweilig aus der Band zu entlassen und an seiner Stelle den Bassisten Craig Gannon einzustellen. Der schockierte Rourke erholte sich jedoch nach einem Entzug überraschend schnell und wurde nach nur zwei Wochen wieder in die Band aufgenommen. Auch Johnny Marr hatte in dieser Zeit mit gesundheitlichen Problemen zu kämpfen: Seit die Band von ihrer letzten US-Tournee zurückgekehrt war, hatte er die Gewohnheit angenommen, regelmäßig viel Alkohol zu trinken. Dazu kam, dass er gefährlich an Gewicht verloren hatte und sich vor fast jedem Liveauftritt der Band übergeben musste.
In der Zwischenzeit kletterte The Queen Is Dead auf die Nummer 2 der britischen Charts und wird heute als ein Meilenstein in der Musikgeschichte gesehen. Viele Musikzeitschriften wie der NME und der Rolling Stone platzierten es in die obersten Ränge der besten Rockalben, das Spin Magazine kürte es 1989 sogar zum „Best Album Ever Made“ („Das beste Album, das je aufgenommen wurde“). Die nicht auf dem Album enthaltene Single Panic brachte die Smiths neuerlich ins Rampenlicht der Klatschzeitschriften, da der Ich-Erzähler darin fordert, Diskjockeys aufzuhängen und Diskotheken niederzubrennen („Burn down the disco, hang the blessed DJ“). Morrissey und Marr schrieben den Song im April 1986, als der Radio-DJ Steve Wright zuerst die Nuklearkatastrophe von Tschernobyl verkündet und gleich darauf den Wham!-Song I’m Your Man gespielt hatte, was sie als zynisch empfanden.
Auch 1987 setzten die Smiths ihren Erfolg ungeachtet Marrs Alkoholismus fort und stiegen mit ihren Singles fast immer in die britischen Top 20 ein. Im Laufe des Jahres wurden zwei Compilation-Alben, The World Won’t Listen (für den europäischen Markt) und Louder Than Bombs (für den amerikanischen Markt), auf denen viele Singles und B-Seiten sowie einiges 12"-Füllmaterial enthalten sind, veröffentlicht. Trotz dieser Erfolge wuchsen die Unstimmigkeiten und Konflikte zwischen den Mitgliedern der Gruppe immer weiter an. Vor allem musikalisch hatten sich Morrissey und Marr in völlig verschiedene Richtungen entwickelt. Marr wollte neue Stile in die Arbeit der Smiths miteinbeziehen und mit anderen Musikern zusammenarbeiten, wogegen sich Morrissey wehrte. Obwohl nach der Veröffentlichung des vierten und letzten Studioalbums der Gruppe, Strangeways, Here We Come, kaum ein Beobachter mehr an das Weiterbestehen der Gruppe glaubte, war es ein großer Schock für Morrissey, als sein künstlerischer Partner Marr die Band Anfang August 1987 abrupt verließ. Morrissey, Rourke und Joyce versuchten danach kurzzeitig, mit anderen Gitarristen weiterzumachen, merkten aber recht schnell, dass The Smiths ohne Marr nicht existieren konnten. Die offizielle Trennung erfolgte daher bereits im September 1987.

### Die Zeit nach der Trennung und„Rank“(1988)
Kurz nach der Trennung der Band begann Morrissey an seiner Solokarriere zu arbeiten und engagierte 1988 den Produzenten Stephen Street, der auch schon für das letzte Smiths-Album Strangeways, Here We Come verantwortlich zeichnete.
Marr spielte in den Folgejahren mit diversen Künstlern zusammen, u. a. The The, Talking Heads, The Pretenders, Paul McCartney und Electronic. Zurzeit ist er Bandleader von Johnny Marr and The Healers, in der u. a. Zak Starkey (Sohn von Ringo Starr von The Beatles) spielt. 2006 trat Johnny Marr der Indierock-Band Modest Mouse bei, welche 2007 ihr erstes gemeinsames Album veröffentlichten. Andy Rourke und Mike Joyce arbeiteten nach der Trennung zumeist als Studio-Musiker, u. a. für Julian Cope, Sinéad O’Connor, Badly Drawn Boy (nur Andy Rourke), Buzzcocks (nur Mike Joyce) und Vinnie Peculiar.
Im ersten Jahr nach der Trennung (1988) erschien plötzlich und unerwartet das einzige offizielle Live-Album von The Smiths mit dem Namen Rank. Hierbei handelt es sich um die Aufnahme eines der letzten Smiths-Konzerte (Kilburn, 23. Oktober 1986).
Als Bootlegs kursieren auch Aufnahmen des letzten Konzerts (12. Dezember 1986, Brixton Academy, London). Bei diesem Konzert spielten The Smiths als einziges Mal den bei Fans beliebten Song Some Girls Are Bigger Than Others vom 86er-Album The Queen Is Dead.
In der 50-jährigen Jubiläumsausgabe des einflussreichsten britischen Musikmagazins New Musical Express wurden die Smiths zum „Greatest Artist Of All Time“ gewählt, noch vor den Beatles und den Rolling Stones. Der Einfluss der Smiths auf die Musikgeschichte war und ist immens, angefangen vom Indie-Pop bis hin zum Britpop. Im Laufe der Jahre gab es immer wieder Gerüchte um eine Wiedervereinigung der Smiths. Morrissey gab auf die Frage, ob er sich noch einmal eine Zusammenarbeit mit Johnny Marr vorstellen könne, die Antwort: „Lassen Sie es mich so ausdrücken: Nein“.
Im Jahr 1996 gerieten die Smiths wieder in die Aufmerksamkeit der Medien, als der Drummer Mike Joyce die ehemaligen Bandkollegen Morrissey und Marr auf Entschädigungszahlungen verklagte. Während des Bestehens der Band hatte es nie schriftliche Vereinbarungen mit Rourke und Joyce über deren finanzielle Beteiligung an der Band gegeben. Weil die Gruppe offiziell nur aus Morrissey und Marr bestanden hatte, bekamen die beiden anderen Bandmitglieder nur den Betrag, den die Gründer der Smiths für sie vorgesehen hatten – das waren allerdings nur jeweils 10 % des Gesamteinkommens der Smiths. Joyce empfand dies als Betrug und verlangte ein Viertel des Gesamteinkommens der Band, obwohl er an der Entstehung der Songs eigentlich nie beteiligt gewesen war. Auch wenn der Richter Morrissey und Marr zu Entschädigungszahlungen verurteilte, ist der Rechtsstreit bis heute nicht eindeutig geklärt.
Andy Rourke arbeitete ab 2007 mit Peter Hook und Gary Mounfield an einem neuen Bandprojekt namens „Freebass“. 2018 gaben Mike Joyce, Andy Rourke und Craig Gannon bekannt, dass sie unter „Classically Smiths“ wieder auftreten und mit einem Orchester die alten Songs spielen würden. Rourke verstarb im Mai 2023 an Bauchspeicheldrüsenkrebs.

## Stil

### Musikalische Einflüsse
The Smiths gelten heute als Mitbegründer des Indie-Rock. Ihr Stil ergibt sich vor allem aus Morrisseys, aber auch Johnny Marrs Musikgeschmack. Da sich Marr und Morrissey nicht nur charakterlich, sondern auch hinsichtlich ihrer musikalischen Vorlieben unterschieden, entwickelte sich aus Marrs Musik und Morrisseys Texten eine auf Gegensätze aufbauende Mischung, die den Stil der Smiths ausmacht.
Morrissey, der genauso wie die übrigen drei Bandmitglieder als Kind der Arbeiterklasse aufwuchs, hatte schon von früher Jugend an großes Interesse an Pop- und Rockmusik. Was dabei vor allem in den Stil der Smiths einfloss, war seine Vorliebe für die Punk- und Glamrockband New York Dolls sowie für 60er-Jahre-Popsänger(innen) wie Sandie Shaw, Cilla Black, Billy Fury und Marianne Faithfull. Marr war eher klassischer Rockmusik wie von den Rolling Stones und Patti Smith zugewandt, hatte aber, genauso wie der Bassist Andy Rourke, auch eine Vorliebe für Funk, was sich in den Gitarrenriffs und einer oft federnden Basslinie bemerkbar macht. Schlagzeuger Mike Joyce war eher dem Punkrock zugewandt und seine Technik eher rau und ungekünstelt.
Morrissey behauptet, dass die Smiths stilistisch von niemandem nachhaltig beeinflusst worden seien und musikalisch etwas völlig Neues darstellten.
The Smiths vertrauten vor allem am Beginn ihrer Karriere fast ausschließlich auf die Möglichkeiten einer typischen Rockband-Besetzung mit Gesang, Gitarre, Bass und Schlagzeug. Charakteristisch ist neben dem technisch versierten Spiel des Gitarristen Marr, der die Musik komponierte und arrangierte und für Studioaufnahmen mehrere Gitarrenspuren übereinanderlegte, vor allem der expressive Gesang Morrisseys.

### Themenwahl der Texte
Morrissey war schon seit seiner Kindheit an Literatur interessiert (er schrieb auch einige kurze Bücher), was sich auf seine Arbeit mit den Smiths auswirkte. Seine Lieblingsautoren wie Shelagh Delaney und Oscar Wilde zitierte er in seinen Texten. So findet sich kaum ein Lied aus der Anfangszeit der Smiths, das keine Textzeilen aus Delaneys Theaterstück A Taste Of Honey enthält (Beispiele: „This Night Has Opened My Eyes“, „Reel Around The Fountain“).
Die Texte der Smiths sind oft von Ironie geprägt, wobei Realismus und Spott oft Sehnsuchtsmotive gegenübergestellt werden. Themen sind unter anderem, die Ambivalenz einer Haltung, die zum einen den Rückzug aus der Gesellschaft propagiert und zum anderen darunter leidet, nicht dazuzugehören: Außenseitertum, unerwiderte Liebe, Sehnsucht nach einer verlorenen Kindheit, unerfülltes sexuelles Verlangen, gesellschaftliche Rebellion, Wut auf Autoritäten, soziale Unangepasstheit, gescheiterte Träume. Mit manchen Textzeilen provozierte Morrissey, weil der Ich-Erzähler zum Beispiel ironisch dazu aufforderte, Diskos niederzubrennen und die DJs zu hängen ('Panic') oder Läden zu plündern ('Shoplifters of the World').
Neben der vieldiskutierten „undefinierten“ Sexualität Morrisseys, die auch immer wieder in die Musik der Band einfloss, sind die Smiths vor allem für ihren „miserabilism“ (englisch für Trübsinn, Deprimiertheit) bekannt, was ihnen den Ruf, vor allem schüchterne, depressive Teenager anzusprechen, einbrachte. Tatsächlich ist die trotzige, selbstironische Schwermütigkeit, die im Grunde typisch für die Gefühlslage von Jugendlichen ist, die vorherrschende Stimmung in den meisten Texten der Smiths. Bekanntes Beispiel ist die ironische Textzeile „Heaven Knows I’m Miserable Now“ aus dem gleichnamigen Lied.

### Ästhetischer Stil
Weiter außergewöhnlich ist auch der ästhetische Stil der Smiths, der beinahe ausschließlich von Morrissey bestimmt wurde und sich vor allem in der Gestaltung der Auftritte und Platten der Band widerspiegelte.
Vor allem in der Anfangszeit der Smiths hob sich Morrissey durch seine Vorliebe, weite, bunte Damenblusen, dicke Brillen, ein Hörgerät und eine James Dean nachempfundene Haartolle zu tragen, auch durch sein Aussehen sehr von anderen Musikern ab. Bei den Auftritten hatte er die Gewohnheit, die Bühne mit Blumen (vor allem Narzissen und Gladiolen) zu schmücken und diese während des Auftritts wild herumzuschwingen. Morrissey, der dazu von der Blumenliebe seines Idols Oscar Wilde beeinflusst wurde, gab als Grund dafür an, dass die Welt schon trostlos und grau genug sei und die Blumen ihr etwas mehr Schönheit verleihen würden. Bezüglich der Auftritte ist auch der exaltierte Gesangs- und Tanzstil des Sängers interessant, der im Wesentlichen aus dem Glamrock (David Johansen/New York Dolls) entliehen ist.
Die Platten der Smiths erlangten nicht zuletzt wegen ihrer außergewöhnlichen Coverdesigns Berühmtheit, die im Laufe der Zeit zu einer Art „Hall of Fame“ für Morrisseys Idole wurde. Auf den Hüllen aller Platten der Smiths sind Ikonen aus Musik, Film, Literatur oder der Alltagskultur abgebildet (darunter Paul Morrissey, Joe Dallesandro, Shelagh Delaney, Alain Delon, Elvis Presley, Jean Marais oder Candy Darling), die der Sänger bewunderte oder die seine Jugend geprägt hatten und denen er so ein Denkmal setzten wollte. Durch ein grafisch einheitliches Design der Plattencover unter Verwendung von Fotos in Duoton und oft nur dem Schriftzug The Smiths – bei den Singles wurde auf die Nennung des Titels auf der Covervorderseite verzichtet – ergab sich ein prägnantes und unverwechselbares Erscheinungsbild der Bandveröffentlichungen.

## Diskografie

### Studioalben
| Jahr | Titel                     | Höchstplatzierung, Gesamtwochen, AuszeichnungChartplatzierungen (Jahr, Titel, Platzierungen, Wochen, Auszeichnungen, Anmerkungen) | Höchstplatzierung, Gesamtwochen, AuszeichnungChartplatzierungen (Jahr, Titel, Platzierungen, Wochen, Auszeichnungen, Anmerkungen) | Höchstplatzierung, Gesamtwochen, AuszeichnungChartplatzierungen (Jahr, Titel, Platzierungen, Wochen, Auszeichnungen, Anmerkungen) | Anmerkungen                                                       |
| Jahr | Titel                     | DE | UK | US | Anmerkungen                                                       |
| ---- | ------------------------- | --- | --- | --- | ----------------------------------------------------------------- |
| 1984 | The Smiths                | — | UK2 Gold · (37 Wo.)UK | US150 (11 Wo.)US | Erstveröffentlichung: 20. Februar 1984                            |
| 1985 | Meat Is Murder            | DE45 (5 Wo.)DE | UK1 Gold · (17 Wo.)UK | US110 (32 Wo.)US | Erstveröffentlichung: 11. Februar 1985                            |
| 1986 | The Queen Is Dead         | DE33* (4 Wo.)DE | UK2 ×2Doppelplatin · (30 Wo.)UK                                                                                                   | US70 Gold · (38 Wo.)US | Erstveröffentlichung: 16. Juni 1986 * Höchstplatzierung erst 2017 |
| 1987 | Strangeways, Here We Come | DE33 (5 Wo.)DE | UK2 Gold · (21 Wo.)UK | US55 Gold · (27 Wo.)US | Erstveröffentlichung: 28. September 1987                          |

### Kompilationen und Livealben
| Jahr | Titel                   | Höchstplatzierung, Gesamtwochen, AuszeichnungChartplatzierungen (Jahr, Titel, Platzierungen, Wochen, Auszeichnungen, Anmerkungen) | Höchstplatzierung, Gesamtwochen, AuszeichnungChartplatzierungen (Jahr, Titel, Platzierungen, Wochen, Auszeichnungen, Anmerkungen) | Höchstplatzierung, Gesamtwochen, AuszeichnungChartplatzierungen (Jahr, Titel, Platzierungen, Wochen, Auszeichnungen, Anmerkungen) | Anmerkungen                                          |
| Jahr | Titel                   | DE | UK | US | Anmerkungen                                          |
| ---- | ----------------------- | --- | --- | --- | ---------------------------------------------------- |
| 1984 | Hatful of Hollow        | — | UK7 Platin · (82 Wo.)UK | — | Erstveröffentlichung: 12. November 1984 Kompilation  |
| 1987 | The World Won’t Listen  | DE41 (6 Wo.)DE | UK2 Gold · (17 Wo.)UK | — | Erstveröffentlichung: 23. Februar 1987 Kompilation   |
| 1987 | Louder Than Bombs       | — | UK38 Gold · (8 Wo.)UK | US62 Gold · (25 Wo.)US | Erstveröffentlichung: 30. März 1987 Kompilation      |
| 1988 | Rank                    | DE47 (2 Wo.)DE | UK2 Gold · (7 Wo.)UK | US77 (8 Wo.)US | Erstveröffentlichung: 5. September 1988 Livealbum    |
| 1992 | Best … I                | — | UK1 Gold · (12 Wo.)UK | US139 (3 Wo.)US | Erstveröffentlichung: 17. August 1992 Kompilation    |
| 1992 | … Best II               | — | UK29 Gold · (5 Wo.)UK | — | Erstveröffentlichung: 2. November 1992 Kompilation   |
| 1995 | Singles                 | — | UK5 Platin · (18 Wo.)UK | — | Erstveröffentlichung: 20. Februar 1995 Kompilation   |
| 2001 | The Very Best Of        | — | UK30 Platin · (20 Wo.)UK | — | Erstveröffentlichung: 4. Juni 2001 Kompilation       |
| 2008 | The Sound of The Smiths | — | UK21 ×3Dreifachplatin · (45 Wo.)UK                                                                                                | US98 (2 Wo.)US | Erstveröffentlichung: 10. November 2008 Kompilation  |
| 2011 | Complete                | DE91 (1 Wo.)DE | UK63 (2 Wo.)UK | — | Erstveröffentlichung: 26. September 2011 Kompilation |

Weitere Kompilationen
- 1984: GIV 1
- 1992: The Complete Picture
- 2008: Singles Box

### Singles
| Jahr | Titel Album                                                          | Höchstplatzierung, Gesamtwochen, AuszeichnungChartplatzierungen (Jahr, Titel, Album, Platzierungen, Wochen, Auszeichnungen, Anmerkungen) | Höchstplatzierung, Gesamtwochen, AuszeichnungChartplatzierungen (Jahr, Titel, Album, Platzierungen, Wochen, Auszeichnungen, Anmerkungen) | Höchstplatzierung, Gesamtwochen, AuszeichnungChartplatzierungen (Jahr, Titel, Album, Platzierungen, Wochen, Auszeichnungen, Anmerkungen) | Anmerkungen                              |
| Jahr | Titel Album                                                          | DE | UK | US | Anmerkungen                              |
| ---- | -------------------------------------------------------------------- | --- | --- | --- | ---------------------------------------- |
| 1983 | This Charming Man –                                                  | — | UK8 ×2Doppelplatin · (23 Wo.)UK | — | Erstveröffentlichung: 31. Oktober 1983   |
| 1984 | What Difference Does It Make? The Smiths                             | — | UK12 Silber · (9 Wo.)UK | — | Erstveröffentlichung: 16. Januar 1984    |
| 1984 | Heaven Knows I’m Miserable Now Hatful of Hollow                      | — | UK10 Platin · (8 Wo.)UK | — | Erstveröffentlichung: 21. Mai 1984       |
| 1984 | William, It Was Really Nothing Hatful of Hollow                      | — | UK17 (7 Wo.)UK | — | Erstveröffentlichung: 20. August 1984    |
| 1985 | How Soon Is Now? Hatful of Hollow                                    | — | UK16 Platin · (13 Wo.)UK | — | Erstveröffentlichung: 28. Januar 1985    |
| 1985 | Shakespeare’s Sister –                                               | — | UK26 (4 Wo.)UK | — | Erstveröffentlichung: 18. März 1985      |
| 1985 | That Joke Isn’t Funny Anymore Meat Is Murder                         | — | UK49 (3 Wo.)UK | — | Erstveröffentlichung: 1. Juli 1985       |
| 1985 | The Boy with the Thorn in His Side The Queen Is Dead                 | — | UK23 Silber · (5 Wo.)UK | — | Erstveröffentlichung: 16. September 1985 |
| 1986 | Bigmouth Strikes Again The Queen Is Dead                             | — | UK26 Gold · (4 Wo.)UK | — | Erstveröffentlichung: 22. Mai 1986       |
| 1986 | Panic The World Won’t Listen                                         | — | UK11 Gold · (8 Wo.)UK | — | Erstveröffentlichung: 21. Juli 1986      |
| 1986 | Ask The World Won’t Listen                                           | — | UK14 Silber · (10 Wo.)UK | — | Erstveröffentlichung: 20. Oktober 1986   |
| 1987 | Shoplifters of the World Unite Louder Than Bombs                     | — | UK12 (4 Wo.)UK | — | Erstveröffentlichung: 26. Januar 1987    |
| 1987 | Sheila Take a Bow Louder Than Bombs                                  | — | UK10 (5 Wo.)UK | — | Erstveröffentlichung: 13. April 1987     |
| 1987 | Girlfriend in a Coma Strangeways, Here We Come                       | — | UK13 (5 Wo.)UK | — | Erstveröffentlichung: 10. August 1987    |
| 1987 | I Started Something I Couldn’t Finish Strangeways, Here We Come      | — | UK23 (4 Wo.)UK | — | Erstveröffentlichung: 6. November 1987   |
| 1987 | Last Night I Dreamt That Somebody Loved Me Strangeways, Here We Come | — | UK30 (5 Wo.)UK | — | Erstveröffentlichung: 7. Dezember 1987   |
| 1988 | The Peel Sessions (EP) –                                             | — | UK90 (2 Wo.)UK | — | Erstveröffentlichung: Oktober 1988       |
| 1992 | There Is a Light That Never Goes Out … Best II                       | — | UK25 ×2Doppelplatin · (3 Wo.)UK | — | Erstveröffentlichung: Oktober 1992       |
| 2017 | The Queen Is Dead                                                    | — | UK87 (1 Wo.)UK | — | Charteinstieg: Juni 2017                 |

Weitere Singles
- 1983: Hand in Glove
- 1985: Barbarism Begins at Home
- 1987: Stop Me If You Think You’ve Heard This One Before
- 1995: Sweet and Tender Hooligan
- 2007: Please Please Please Let Me Get What I Want (UK: Gold)

### Videoalben
- 2000: The Complete Pictures (UK: Platin)

## Auszeichnungen für Musikverkäufe
| Silberne Schallplatte - Vereinigtes Königreich - 2024: für das Lied This Night Has Opened My Eyes - 2024: für das Lied Back to the Old House - 2025: für das Lied I Know It’s Over Goldene Schallplatte - Brasilien - 1994: für das Album The Queen Is Dead - 1997: für das Album … Best II - 2004: für das Album Singles - Italien - 2012: für das Album The Sound of The Smiths - 2021: für die Single There Is a Light That Never Goes Out - 2022: für das Album The Queen Is Dead - 2024: für die Single Please Please Please Let Me Get What I Want - Neuseeland - 2023: für das Album The Sound of The Smiths - 2024: für das Album The Queen Is Dead - Spanien - 2005: für das Album Singles - 2005: für das Album The Queen Is Dead - 2024: für die Single There Is a Light That Never Goes Out - 2024: für die Single This Charming Man |

Anmerkung: Auszeichnungen in Ländern aus den Charttabellen bzw. Chartboxen sind in ebendiesen zu finden.
| Land/RegionAuszeichnungen für Musikverkäufe (Land/Region, Auszeichnungen, Verkäufe, Quellen) | Silber     | Gold       | Platin       | Verkäufe  | Quellen             |
| -------------------------------------------------------------------------------------------- | ---------- | ---------- | ------------ | --------- | ------------------- |
| Brasilien (PMB)                                                                              | —          | 3× Gold3   | —            | 250.000   | pro-musicabr.org.br |
| Italien (FIMI)                                                                               | —          | 4× Gold4   | —            | 140.000   | fimi.it             |
| Neuseeland (RMNZ)                                                                            | —          | 2× Gold2   | —            | 15.000    | radioscope.co.nz    |
| Spanien (Promusicae)                                                                         | —          | 4× Gold4   | —            | 160.000   | elportaldemusica.es |
| Vereinigte Staaten (RIAA)                                                                    | —          | 3× Gold3   | —            | 1.500.000 | riaa.com            |
| Vereinigtes Königreich (BPI)                                                                 | 6× Silber6 | 11× Gold11 | 15× Platin15 | 9.050.000 | bpi.co.uk           |
| Insgesamt                                                                                    | 6× Silber6 | 27× Gold27 | 15× Platin15 |           |                     |